# Elizabeth Hawley Gasque

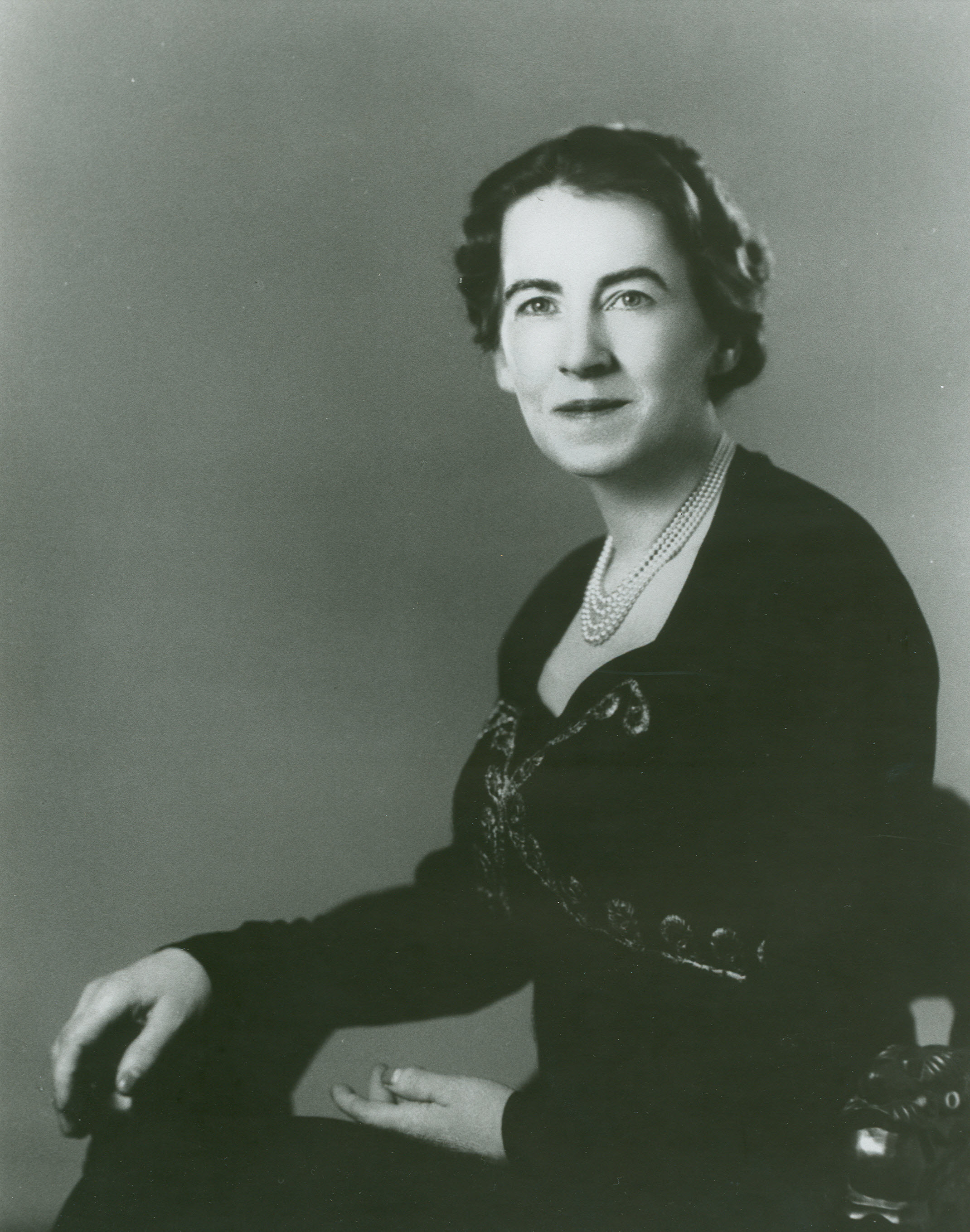
Elizabeth Hawley Gasque

Elizabeth Hawley Gasque (* 26. Februar 1886 (Anm.) bei Blythewood, Richland County, South Carolina; † 2. November 1989 bei Ridgeway, South Carolina) war eine US-amerikanische Politikerin. Zwischen 1938 und 1939 vertrat sie den Bundesstaat South Carolina im US-Repräsentantenhaus.

## Werdegang
Elizabeth Gasque wurde als Elizabeth Hawley auf der Rice-Creek-Plantage in der Nähe von Blythewood geboren. Sie besuchte das South Carolina Coeducational Institute in Edgefield und dann bis 1907 das Greenville Female College in Greenville.
Sie war zunächst mit einem Mann namens Van Exem und dann mit dem Kongressabgeordneten Allard H. Gasque verheiratet. Nach dessen Tod wurde sie als Kandidatin der Demokratischen Partei zu dessen Nachfolgerin im US-Repräsentantenhaus in Washington, D.C. gewählt. Dort beendete sie zwischen dem 13. September 1938 und dem 3. Januar 1939 die letzte Legislaturperiode ihres Mannes. Allerdings trat in dieser Zeit der Kongress nicht zusammen, so dass sie an keiner Sitzung teilnahm. Bei den folgenden regulären Kongresswahlen kandidierte Elizabeth Gasque nicht mehr für das US-Repräsentantenhaus.
In ihren späteren Jahren trat Gasque als Autorin und Lektorin auf. Sie starb am 2. November 1989.